# 関インターチェンジ (三重県)
関インターチェンジ（せきインターチェンジ）は、三重県亀山市にある名阪国道のインターチェンジ (IC) である。

## 概要
旧 関町に所在し、東海道五十三次の宿場の一つである関宿の最寄りICである。関の市街地には県道を通じて連絡している。

## 接続道路
- 三重県道10号津関線

## 周辺
- 関宿
- JR西日本関西本線 関駅
- 道の駅関宿（三重-11）
- 名阪関ドライブイン、関バスセンター

## 隣
E25 名阪国道
(1) 亀山IC - (34) 関JCT/伊勢関IC・出入口 - (2) 関IC - (3) 久我IC - (4) 向井IC